# Taras Bulba
Taras Bulba é um curto romance histórico do Nikolai Gogol. O romance tem duas versões, a edição de 1835 é decididamente pró-ucraniana em temas e a história. A segunda edição de 1842 recebeu alguns acréscimos considerados pró-russos. O romance conta a história de um velho cossaco ucraniano Taras Bulba e os seus dois filhos, Andríi e Ostap. Os filhos do Taras estudam na Universidade Nacional Academia Kyiv – Mohyla, voltando para a casa de férias. Daí os três homens viajam para a Sich de Zaporizhia, situada na Ucrânia, na ilha de Khortytsia, para se juntar aos outros cossacos na guerra contra a Polónia.
A história do Taras Bulba é repleta dos personagens que não são nem exagerados, nem grotescos, que é bastante usual nas obras do Gogol. O romance tem que ser entendido no contexto do movimento literário do nacionalismo romântico, desenvolvido à volta de uma cultura étnica, baseando-se nos ideais românticos.

## Sinopse
Os filhos do Taras Bulba, Ostap e Andriy, voltam para a casa da Universidade Nacional Academia Kyiv – Mohyla. O filho mais velho, Ostap é mais aventureiro, possui o verdadeiro espírito dos cossacos, Andriy é profundamente romântico. Estando em Kyiv, ele se apaixona por uma jovem nobre polaca, a filha do Governador da cidade do Dubno, mas o namoro curto se rompe, quando a família polaca regressa a sua cidade.
Como verdadeiro cossaco ucraniano, Taras Bulba pretende ver os seus filhos na guerra, pois os cossacos não eram considerados homens e não se casavam até passar o serviço militar voluntário. Os polacos, que ocupavam toda a parte da margem ocidental do rio Dnipro foram acusados de cometer as atrocidades contra os cristãos ortodoxos, uma tarefa na qual eram auxiliados por judeus. Após a matança de alguns judeus nos arredores da Sich, os cossacos avançam contra o castelo do Dubno, onde começam uma longa campanha do cerco da cidade.
Uma noite, a empregada tártara da nobre polaca, vem ter com Andriy e pede a ajuda para salvar a família da sua namorada da fome. Usando a passagem secreta, Andriy traz o pão à família da sua amada. Mais tarde ele trai os cossacos e passa para a parte polaca.
Numa das batalhas, Taras Bulba encontra Andriy vestido a uniforme polaca e mata o seu próprio filho à queima-roupa dizendo: “Eu te dei a luz, eu te matarei!” O seu outro filho Ostap, após várias batalhas é capturado pelos polacos e prepara-se para ser executado em público em Varsóvia. Mas antes da data de execução, o judeu Yankel, a quem Taras salvou durante o pogrom cossaco, concorda em levá-lo a Varsóvia. Vestido como um conde alemão, Taras tenta salvar o seu filho da prisão, mas é reconhecido por um dos guardas e tem que pagar 100 moedas de ouro para garantir a sua liberdade.
Durante a execução, Ostap, como um cossaco que se preza não emite nenhum único som, e apenas no fim pergunta retoricamente: “Pai, estas me ouvir?” Taras, escondido dentro da multidão responde que “Sim” e foge depois.
Os cossacos assinam a paz com os polacos, Taras é contra, ele leva o seu regimento para continuar a guerra contra a Polônia. Taras é capturado em combate e queimado vivo na fogueira improvisada, gritando pelo Espírito da Rus (não deve ser confundido com o espírito da Rússia).

## Cinema, TV e as peças do teatro
A história inspirou a ópera homónima do compositor ucrainiano Mykola Lysenko.
Leoš Janáček (1854-1928):, escreveu a rapsódia sinfónica para a orquestra “Taras Bulba” nos anos 1915-1918. A composição foi apresentada ao público pela primeira vez no dia 9 de Outubro de 1921 pelo František Neumann e em Praga no dia 9 de Novembro de 1924 pelo Václav Talich e a Orquestra Filarmónica Checa.
Vários filmes foram inspirados neste romance. Primeiro filme mudo era realizado em 1909 pelo director russo Aleksandr Drankov. O segundo era filmado em 1935 na Alemanha, pelo realizador Alexis Granovsky, com os interiores de Andrei Andreyev. O terceiro, em 1936 foi produzido pela Grã-Bretanha com o título de The Rebel Son, tendo Harry Baur no papel principal. A produção americana chegou em 1962, dirigido pelo J. Lee Thompson e com Yul Brynner e Tony Curtis nos papéis principais.
O realizador russo da origem ucraniana, Vladimir Bortko, reuniu em 2007 vários actores ucranianos, russos e polacos como Bohdan Stupka (Taras Bulba), Ada Rogovtseva (esposa do Taras Bulba), Igor Petrenko (Andriy Bulba), Vladimir Vdovichenkov (Ostap Bulba) e Magdalena Mielcarz (jovem nobre polaca), para criar um épico da vida dos cossacos, o novo Taras Bulba. A película foi filmada na Ucrânia, nos locais como Zaporizhia, Khotyn e Kamianets-Podilskyi. A estreia é planeada para a segunda metade do 2009.

## Taras Bulba na cultura popular
- Ernest Hemingway chamou Taras Bulba "Um dos 10 livros mais importantes de todos os tempos."
- Eugene Hütz, actor, compositor e o líder do grupo Nova Iorquino Gogol Bordello, inspirou-se no nome de escritor para dar o nome ao seu grupo do punk-rock.
- O vilão do primeiro episódio dos desenhos animados Darkwing Duck chamava-se Taurus Bulba.
- Taras Boulba é o nome da cerveja belga produzida pela cervejaria Brasserie de la Senne.

## Ligações Externas
- Edição ucraniana do Taras Bulba